# Essoyes (tổng)
Tổng Essoyes là một tổng của Pháp nằm ở tỉnh Aube trong vùng Grand Est.
Tổng này được tổ chức xung quanh Essoyes ở quận Troyes. 

## Hành chính
| Giai đoạn | Ủy viên         | Đảng | Tư cách |
| --------- | --------------- | ---- | ------- |
| 2008-2014 | Michel Mercuzot | UMP  |         |
| 2001-2008 | Michel Mercuzot | DVD  |         |

## Các đơn vị hành chính
Tổng Essoyes bao gồm 21 xã với dân số 4 124 người (điều tra năm 1999, dân số không tính trùng).
| Xã                     | Dân số | Mã bưu chính | Mã insee |
| ---------------------- | ------ | ------------ | -------- |
| Bertignolles           | 64     | 10110        | 10041    |
| Beurey                 | 171    | 10140        | 10045    |
| Buxières-sur-Arce      | 149    | 10110        | 10069    |
| Chacenay               | 60     | 10110        | 10071    |
| Chervey                | 198    | 10110        | 10097    |
| Cunfin                 | 199    | 10360        | 10119    |
| Éguilly-sous-Bois      | 98     | 10110        | 10136    |
| Essoyes                | 650    | 10360        | 10141    |
| Fontette               | 176    | 10360        | 10155    |
| Landreville            | 544    | 10110        | 10187    |
| Loches-sur-Ource       | 397    | 10110        | 10199    |
| Longpré-le-Sec         | 80     | 10140        | 10205    |
| Magnant                | 190    | 10110        | 10213    |
| Montmartin-le-Haut     | 57     | 10140        | 10252    |
| Noë-les-Mallets        | 137    | 10360        | 10264    |
| Puits-et-Nuisement     | 192    | 10140        | 10310    |
| Saint-Usage            | 88     | 10360        | 10364    |
| Thieffrain             | 143    | 10140        | 10376    |
| Verpillières-sur-Ource | 121    | 10360        | 10404    |
| Vitry-le-Croisé        | 285    | 10110        | 10438    |
| Viviers-sur-Artaut     | 125    | 10110        | 10439    |

## Thông tin nhân khẩu
| 1962                                                     | 1968  | 1975  | 1982  | 1990  | 1999  |
| -------------------------------------------------------- | ----- | ----- | ----- | ----- | ----- |
| 4 319                                                    | 4 680 | 4 542 | 4 220 | 4 170 | 4 124 |
| Nombre retenu à partir de 1962 : dân số không tính trùng |       |       |       |       |       |